# Варденис (река)
Варденис (арм. Վարդենիս) — река в Армении, в Гехаркуникской области. Длина реки составляет 28 км. Площадь водосбора — 116 км². Впадает в озеро Севан.
Исток реки расположен близ горы Варденис, на границе Гехаркуникской и Вайоцдзорской областей на высоте 3215 м над уровнем моря. Река протекает через населённые пункты Цовинар и Варденик. Высота устья — 1896,65 м над уровнем моря.
Зимой покрывается льдом.
На реке построена МГЭС «Варденик». Река забрана в трубы на протяжении 3740 м (около 13,3 % реки). Используется также для орошения. Минерализация воды низкая — 49,8-56,9 мг/л. Является нерестовой рекой. В результате исследований, проведённых в 2010 в реке были обнаружены особи ручьевой форели. В верхнем течении реки условия для обитания и нереста ручьевой форели все ещё остаются благоприятными.